# František Ventura
František Ventura (27 de octubre de 1895-2 de diciembre de 1969) fue un oficial del caballería y jinete checoslovaco que compitió en la modalidad de salto ecuestre.
Participó en la Primera Guerra Mundial como ulano. Al término de la guerra asistió a la escuela de equitación de Saumur. Comenzó una carrera deportiva y de instrucción a jóvenes jinetes. Después de los Acuerdos de Múnich fue destituido del Ejército con el grado de coronel. Actualmente en República Checa cuenta con diversos homenajes como un retrato, una placa en la que fue su casa y una calle de una ciudad checa lleva su nombre.
Participó en los Juegos Olímpicos de Ámsterdam 1928, obteniendo una medalla de oro en la prueba individual.

## Palmarés internacional
| Juegos Olímpicos | Juegos Olímpicos         | Juegos Olímpicos | Juegos Olímpicos |
| Año              | Lugar                    | Medalla          | Categoría        |
| ---------------- | ------------------------ | ---------------- | ---------------- |
| 1928             | Ámsterdam (Países Bajos) | Medalla de oro   | Individual       |